# Veronika quyết chết
Veronika quyết chết (tiếng Bồ Đào Nha: Veronika Decide Morrer) là tiểu thuyết của nhà văn Paulo Coelho - kể về Veronika, một cô gái người Slovenia dường như có tất cả mọi thứ trong cuộc sống, nhưng lại quyết định sẽ tự sát. Tác phẩm được lấy ý tưởng một phần dựa trên trải nghiệm của Coelho trong thời gian ở trong viện tâm thần, đề cập đến chủ đề điên loạn. Thông điệp chính của truyện là "sự điên rồ khi là hiện tượng chung sẽ trở thành bình thường".

## Tóm tắt nội dung
Veronika là một phụ nữ trẻ đến từ Ljubljana, Slovenia. Cô dường như có một cuộc sống hoàn hảo, nhưng vẫn quyết định tự tử bằng cách dùng thuốc ngủ quá liều. Trong khi chờ chết, cô hủy bỏ bức thư tuyệt mệnh mà cô đã gửi cho cha mẹ - và bất ngờ bị thu hút bởi một bài báo trên tạp chí.
Bài báo trên tạp chí đặt câu hỏi một cách hóm hỉnh "Slovenia đang ở đâu?"; vì vậy, cô ấy viết một lá thư cho báo chí biện minh cho việc tự tử của mình. Ý định của cô là khiến báo chí tin rằng mình đã tự sát vì mọi người thậm chí không biết Slovenia ở đâu. Kế hoạch của cô thất bại, và cô tỉnh dậy sau cơn hôn mê tại Villette, một bệnh viện tâm thần ở Slovenia, nơi cô được cho biết mình chỉ còn sống được vài ngày do dùng thuốc quá liều.
Sự hiện diện của cô ở đó đã ảnh hưởng đến tất cả các bệnh nhân khác, đặc biệt là Zedka, người bị chứng trầm cảm lâm sàng; Mari, người bị hoảng loạn kinh niên; và Eduard, bị tâm thần phân liệt, cũng đồng thời là người mà Veronika đem lòng yêu. Trong thời gian ở Villette, cô nhận ra rằng bản thân không có gì để mất. Với ý nghĩ có thể làm những gì mình muốn, cô đã chia sẻ những gì mình muốn - và trở thành con người cô hằng mong ước mà không phải lo lắng về những gì người khác  nghĩ về cô. Vì sự tự do mới nổi này, Veronikad đã có cơ hội trải nghiệm tất cả những điều mà cô chưa từng bao giờ cho phép mình trải qua, bao gồm cả hận thù và tình yêu.
Trong khi đó, bác sĩ tâm lý trưởng của Villette, Tiến sĩ Igor, thực hiện một thí nghiệm hấp dẫn nhưng đầy khiêu khích: liệu bạn có thể "gây sốc" cho ai đó muốn sống - bằng cách thuyết phục cô ấy rằng cái chết sắp xảy ra không? Giống như một bác sĩ sử dụng máy khử rung tim cho bệnh nhân đau tim, bước nhảy "tiên lượng" của Tiến sĩ Igor đã trở thành khởi đầu cho niềm tin của Veronika đối với thế giới xung quanh cô.

## Chuyển thể
Veronika quyết chết đã được chuyển thể thành phim và phát hành vào năm 2009.
Bộ phim Nhật Bản năm 2005 "ベ ロ ニ カ は 死 ぬ こ と に し た (Beronika wa shinu koto ni shita)" cũng được xây dựng dựa trên cuốn tiểu thuyết.
Bài hát "Saint Veronika" của ban nhạc Canada Billy Talent có nội dung liên quan đến cuốn tiểu thuyết này.
Ca khúc "Veronika Decides to Die" của ban nhạc ska punk người Anh NoComply cũng là một ám chỉ trực tiếp đến tác phẩm.
Năm 2006, ban nhạc Đan Mạch Saturnus đã phát hành một album lấy cảm hứng từ cuốn sách.